# قلعة تبوك
قَلْعَة تَبُوك الأثَرِيَّة هي إحدى محطات طريق الحج الشامي الذي يربط بين الشام والحجاز، حيث يتكون من قلاع ومحطات لاستقبال الحجاج؛ تبدأ من مركز حالة عمار بمدينة تبوك وحتى المدينة المنورة.

## نبذة تاريخية
يعود تاريخ بناء القلعة إلى عام 967 هـ / 1559م، ولقد أعيد ترميمها في عهد السلطان محمد الرابع حيث أدخلت تجديدات على بلاطات خزفية مازالت موجودة في مدخل القلعة، ثم أعيد ترميمها وتجديدها بالكامل مرة أخرى في عهد السلطان عبد المجيد بن محمد في عام 1259 هـ / 1844م، وقد وضع بمحراب المسجد نقش خاص بهذه الذكرى، ثم جُددت القلعة في العهد السعودي عام 1370 هـ / 1950م، وأجريت عليها ترميمات شاملة عام 1413 هـ / 1992م، من قِبل وكالة الآثار والمتاحف بوزارة المعارف سابقاً.

## الوصف
تتكون القلعة من دورين، يحتوي الدور الأرضي على فناء مكشوف وعدد من الحُجرات تفتح عليه من الجهتين الشمالية والجنوبية 8 غرف ومسجد وبئر وهناك سلالم تؤدي إلى الدور الأول ومسجد مكشوف وحجرات وكذلك سلالم تؤدي إلى الأبراج التي تستخدم للحراسة والمراقبة.، ويعلو المسجد السفلي في الجهة الجنوبية، كما توجد 12 غرفة من الجهتين الشمالية والغربية، ويوجد مزراب حجر في الجهة الغربية المطلة على الفناء لتصريف المياه من الدور الأول، ويلاحظ وجود المزاغيل للرماة في جميع الجهات، وهنالك ثلاثة سلالم اثنان منها يؤديان إلى البرجين أحدهما في الجهة الشمالية الغربية، والاخر في الجهة الجنوبية الغربية وهما مشيدان من اللبن، ويستخدمان للحراسة ووضع المدافع التي كانت تطلق ابتهاجاً بقدوم الحجاج، ويؤدي السلم الثالث إلى منطقة الدور العلوي الثاني المكشوف.
ويوجد برك حول قلعة تبوك كانت تملأ من العين، وأقدم عمارة للعين تمت في عصر الخليفة الراشد عمر بن الخطاب - رضي الله عن - ولابد أن تكون بركة عين السكر قد جددت ووسعت خلال العصور التالية لعصر الخلفاء الراشدين، وفي بداية العصر المملوكي أشارت المصادر إلى ركتين على العين حول قلعة تبوك، وخلال العصر العثماني جرت أعمال ترميم وصيانة لهاتين البركتين منا أعيدت عمارة البركة الكبرى في عهد السلطان عبد الحميد سنة 1319 هـ / 1901م.